# Pui de Boix
El Pui de Boix és un cim situat a prop de l'extrem sud-oest de la Serra de Sant Adrià, en el terme municipal de Tremp, al límit dels antics termes de Sapeira, de l'Alta Ribagorça, i Gurp de la Conca, del Pallars Jussà.
És a l'oest del poble de Gurp, però dalt la carena que separa les conques del Noguera Pallaresa, a llevant, i del Noguera Ribagorçana, a ponent. Queda just al nord-est de la Roca de la Mola.